# Региональные выборы в Калабрии (1975)
Региональные выборы 1975 года в Калабрии — 2-е выборы Совета и президента Калабрии, проведённые 15-16 июня. На выборах победу одержала партия «Христианская демократия», набравшая около 424 тысяч голосов.

## Явка избирателей
На избирательном органе выборов 15-16 июня количество избирателей составило более 1,0 млн. человек. После закрытия участков и подсчёта голосов, явка составила 83,13% (на 1,26% больше, чем с выборами в 1970 году).

## Результаты выборов
| Партии                                              | %     | Голоса    | Места |
| --------------------------------------------------- | ----- | --------- | ----- |
| Христианская демократия                             | 39,47 | 424 076   | 17    |
| Итальянская коммунистическая партия                 | 25,17 | 270 412   | 10    |
| Итальянская социалистическая партия                 | 14,74 | 158 406   | 6     |
| Итальянское социальное движение                     | 8,31  | 89 286    | 3     |
| Итальянская демократическая социалистическая партия | 5,25  | 56 364    | 2     |
| Итальянская республиканская партия                  | 3,01  | 32 305    | 1     |
| Партия пролетарского единства за коммунизм          | 2,74  | 29 423    | 1     |
| Итальянская либеральная партия                      | 1,31  | 14 081    | 0     |
| Итого                                               | 100   | 1 074 353 | 40    |